# Valentin Retz
Valentin Retz (Rennes, 1977) es un escritor francés.

## Biografía
Nacido en Rennes en 1977, Valentin Retz hizo sus primeros estudios en Dinan, en el internado Les Codeliers, un antiguo convento franciscano. Posteriormente hizo estudios superiores en La Sorbona de París, en la carrera de Letras Modernas. Actualmente vive y trabaja en París. Ha sido colaborador de la revista literaria Ligne de risque, junto a François Meyronnis, Yannick Haenel y Frédéric Badré. Sus libros han sido publicados por la editorial Gallimard. 
El esoterismo, la alquimia, el catolicismo, el hermetismo, la cábala y el sufismo son algunos de los temas fundamentales de los libros de Valentin Retz. Su obra se halla fundada en la constante destrucción en curso del mundo y la vida interior. El arte, la literatura y el lenguaje son los medios que permiten esta destrucción, pero igualmente dan lugar a un recorrido. 
Entre sus influencias más importantes se encuentran los artistas de las vanguardias, así como escritores: Antonin Artaud, Samuel Beckett, Jean Genet, André Breton, Thomas Bernard, Roberto Arlt, Malcolm Lowry, Alfred Jarry, Lautréamont, William Blake, Coleridge, Sade, Pascal, Rabelais, Aristóteles, Dante Alighieri, Chrétien de Troyes, entre otros.

## Obras
En francés:
- Grand Art, Gallimard, coll. "L'Infini", París, 2008.
- Double, Gallimard, coll. "L'Infini", París, 2010.
- Noir parfait, Gallimard, coll. "L'Infini", París, 2015.

En español:
- Negro perfecto, tr. Jorge Huerta, me cayó el veinte / Agálmata ediciones, México, 2016.
- Gran Arte, tr. Rodolfo Marcos-Turnbull, Agálmata ediciones, México, 2018.
- Doble, tr. Rodolfo Marcos-Turnbull, Agálmata ediciones, México, 2020.